# Soter Rozbicki
Soter Antoni Rozbicki herbu Rozmiar (ur. 22 kwietnia 1823 w Ostrówce w województwie sandomierskim, zm. 9 października 1876 w Warszawie) – polski humorysta, facecjonista i przedsiębiorca rozrywkowy, przez wielu uważany za grafomana.
Urodził się w rodzinie drobnoszlacheckiej. Pracował m.in. jako kancelista, a także właściciel kawiarni, w której czytał swoje wiersze.
W swojej twórczości często korzystał z absurdu i nonsensu. Jego twórczość, uważana za grafomańską, istnieje w historii literatury na zasadzie curiosum.

## Zbiory wierszy
- Kraina wesołości (1846)[1]
- Bajki ulubione humorystyczne (1856)[2]
- Śpiewy ulubione humorystyczne (1856)[3]